# جير هوف
جير هوف (بالنرويجية البوكمول: Geir Hoff)‏ هو لاعب هوكي الجليد نرويجي، ولد في 14 فبراير 1965 في برغن في النرويج.

## وصلات خارجية
- جير هوف على موقع EliteProspects.com (الإنجليزية)
- جير هوف على موقع HockeyDB.com (الإنجليزية)
- جير هوف على موقع أوليمبيديا (الإنجليزية)